# Biharpoklos
Biharpoklos (korábban Pokola, románul Pocola) település Romániában, Bihar megyében.

## Fekvése
A Belényesi-medencében, a megye déli részén, a DN-76 Nagyvárad - Déva út mellett fekszik, Nagyváradtól 56 km-re délkeletre, Belényestől 5 km-re északnyugatra.

## Nevének eredete
Nevének első írásos formája (Pakaliest) alapján személynévi eredetű, a román Păcală ’mókamester, tréfacsináló’ név -ești helynévképzős származéka. A magyarban a név képzőtlen változatából Pokola alakult, amelyet a román visszakölcsönzött Pocola formában. A Biharpoklos nevet 1907 után kapta a hivatalos helységnévrendezés keretében. A népetimológia az elnevezést egy, az Osztrák-Magyar Monarchia idején fennállt lepratelephez kapcsolja, de a név korai, XVI. sz.-i felbukkanása miatt ez nem vehető figyelembe.
A vele összeolvadt Al(só)solymos a mai Rossia-patak (vagy Remete-patak, románul Râul Roșia) korabeli nevét viselte, és a patak alsó folyásán való elhelyezkedésre utal. A felsőbb szakaszon található Gyepüsolymos (románul Șoimuș), továbbá a már eltűnt Fel(ső)solymos és Solymosfő (Solumusfey), amelyek közül az előbbi vélhetően a mai Magyarremete (románul Remetea) településsel azonosítható. A patak hajdani neve a sólyom madárnévből származik.

## Története
A település neve először 1580-ból adatolható Pakaliest formában. Létrejötte vélhetően az 1445–1551 közti időszakra tehető, amikor a terület a remetei román vajdák birtokában volt. A mai falu területére esett a korábbi Al(só)solymos, amely 1442-ben jelenik meg először a forrásokban mint Alsolmos. A két települést a XVIII. sz. elejétől említik együtt, 1715-ben még Alsósolymos, 1720-tól 1913-ig Pokola néven. A falut (falvakat) a XVII. sz.-ig a váradi püspökség bírta az előbb említett megszakítással, a XVIII–XIX. sz.-ban pedig a nagyváradi görög katolikus püspökség volt a birtokos.
A falu az 1876-os megyerendezéstől a trianoni békeszerződésig Bihar vármegye robogányi járásához tartozott. 1920-tól Románia része. Habár a második bécsi döntés nem érintette, a magyar honvédség a Dél-erdélyi hadjárat alkalmával 1944 őszén ezt a települést is megszállta, de hamar a szovjet-román csapatok kezére került.

## Lakossága
1704-ben a lakosság 87%-a román, 17%-a magyar volt.
1890-ben a 438 lakos közül 412 román, 21 magyar (4,8%) és 5 egyéb anyanyelvű volt.
1910-ben 510 lakosából 493 román, 17 magyar (3,3%) volt.
2002-ben 445 lakosa volt, melyből 443 román, 2 egyéb  nemzetiségű volt.
A lakosság fő jövedelemforrása a földművelés és állattenyésztés.